# Spodnji Dolič
Spodnji Dolič este o localitate din comuna Vitanje, Slovenia, cu o populație de 193 de locuitori.